# Biserica Bolniței Mănăstirii Hurezi

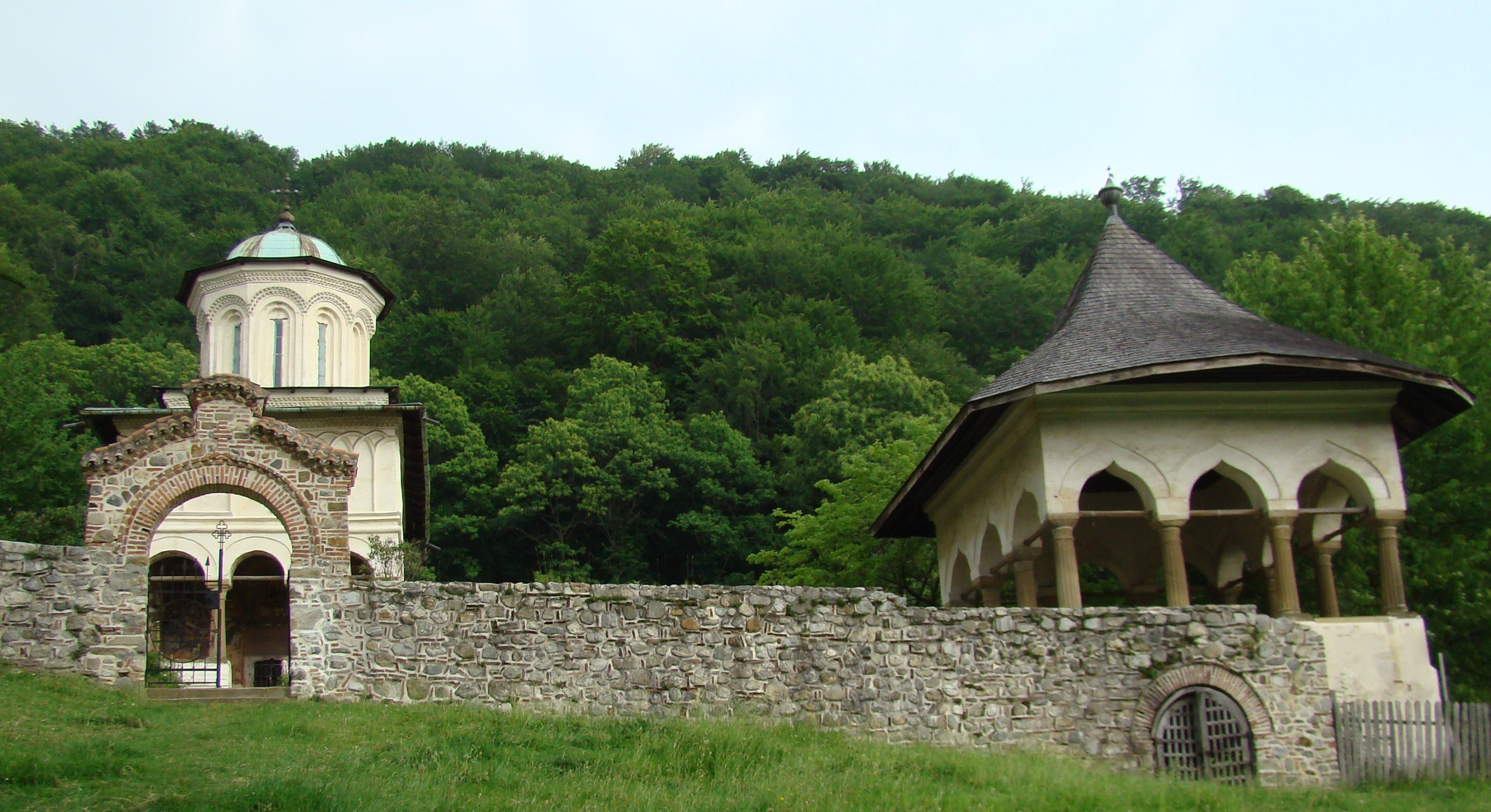
Ansamblul bolniței mănăstirii Hurezi, foto: iunie 2010.

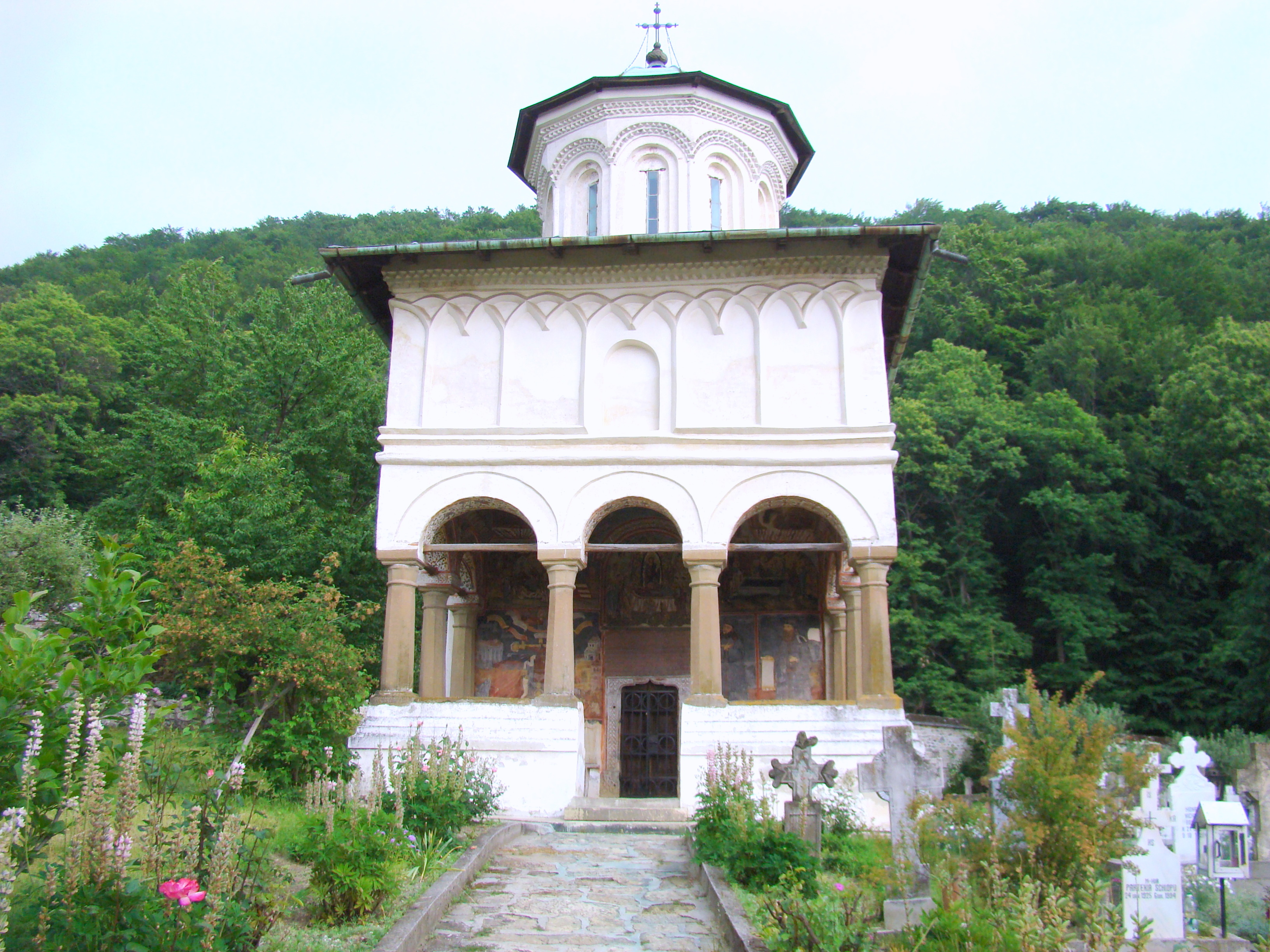
Biserica- bolniţă "Adormirea Maicii Domnului”

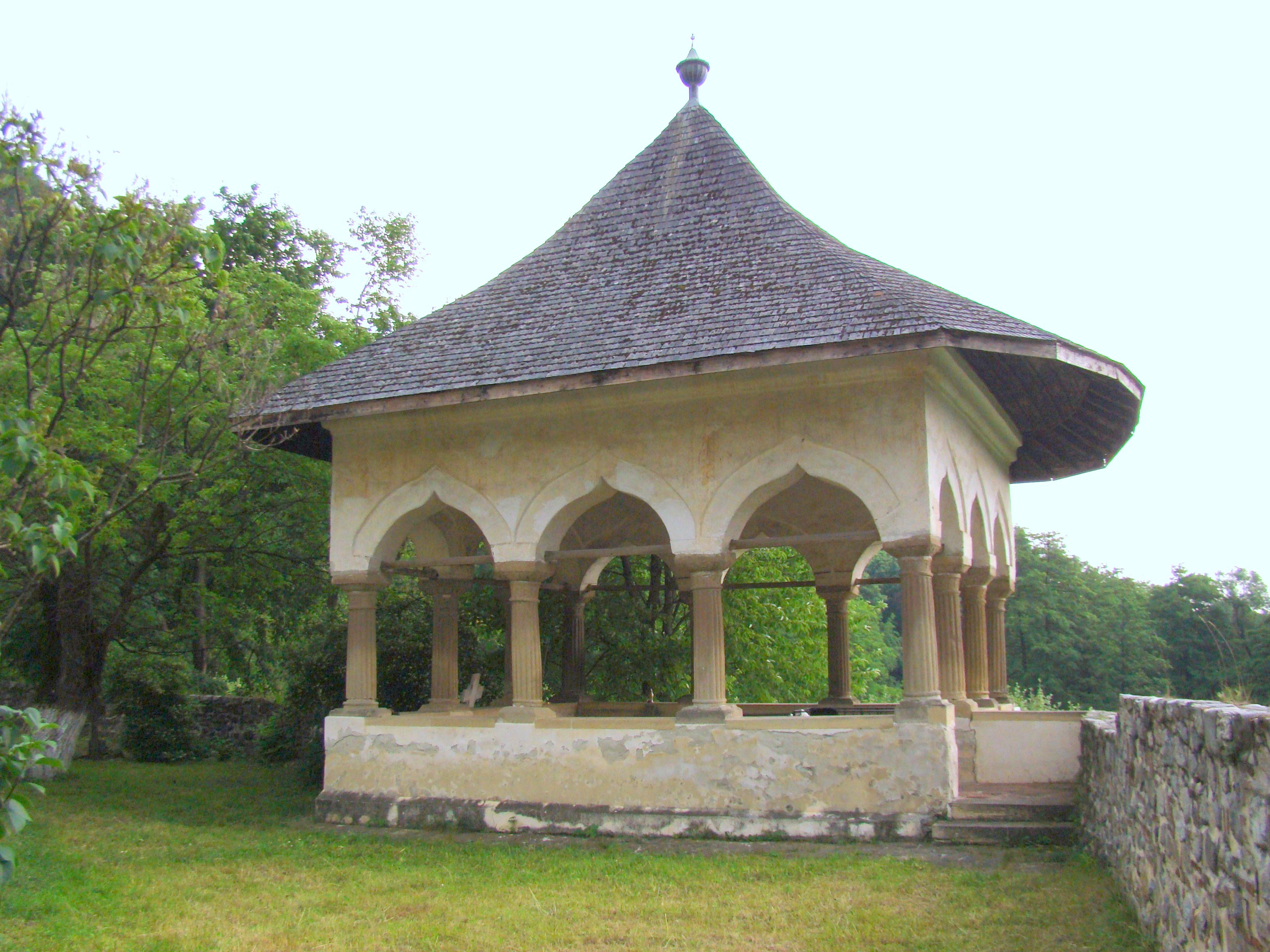
Foișorul

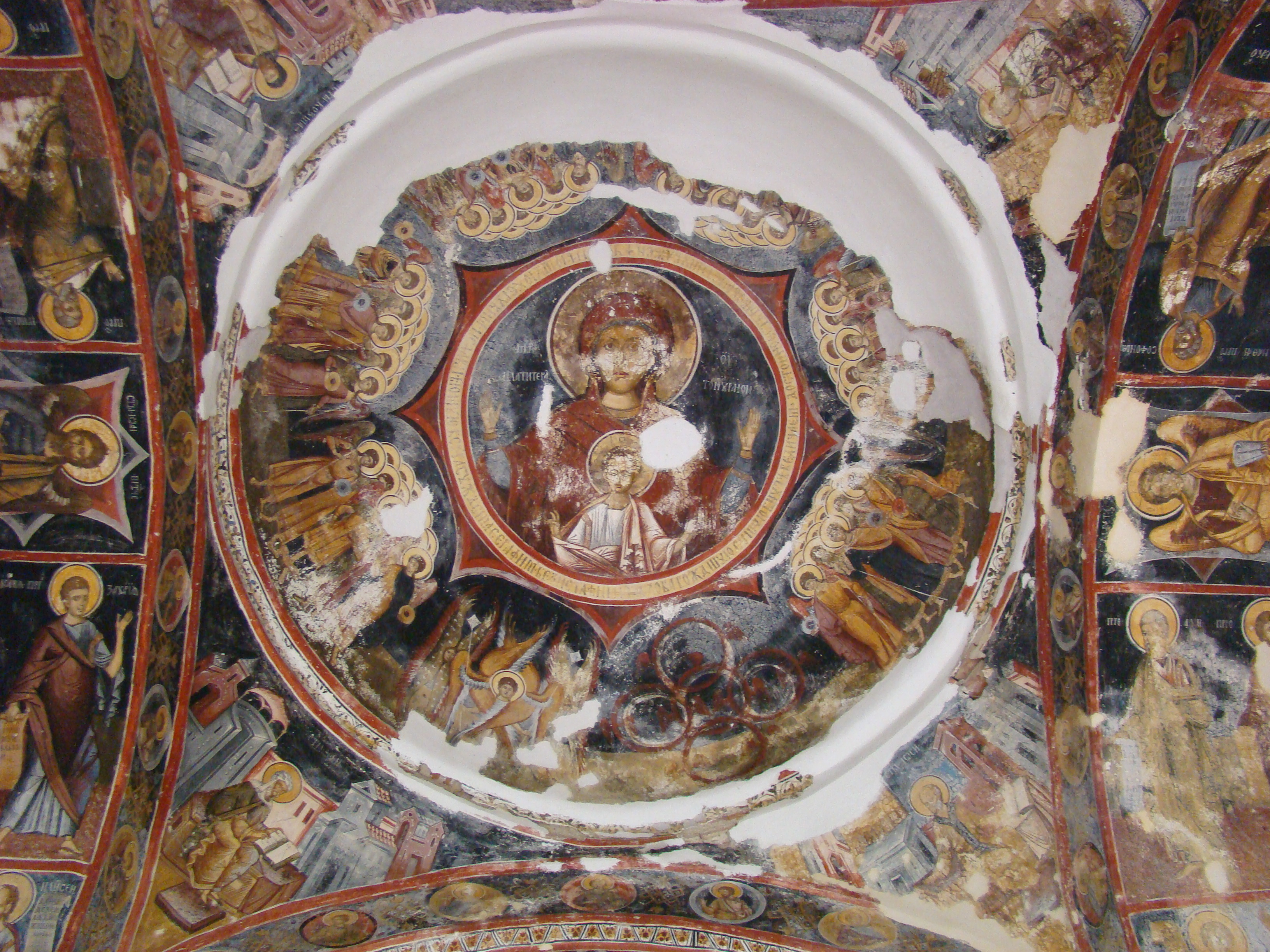
Pridvor: Megalinarul Maicii Domnului

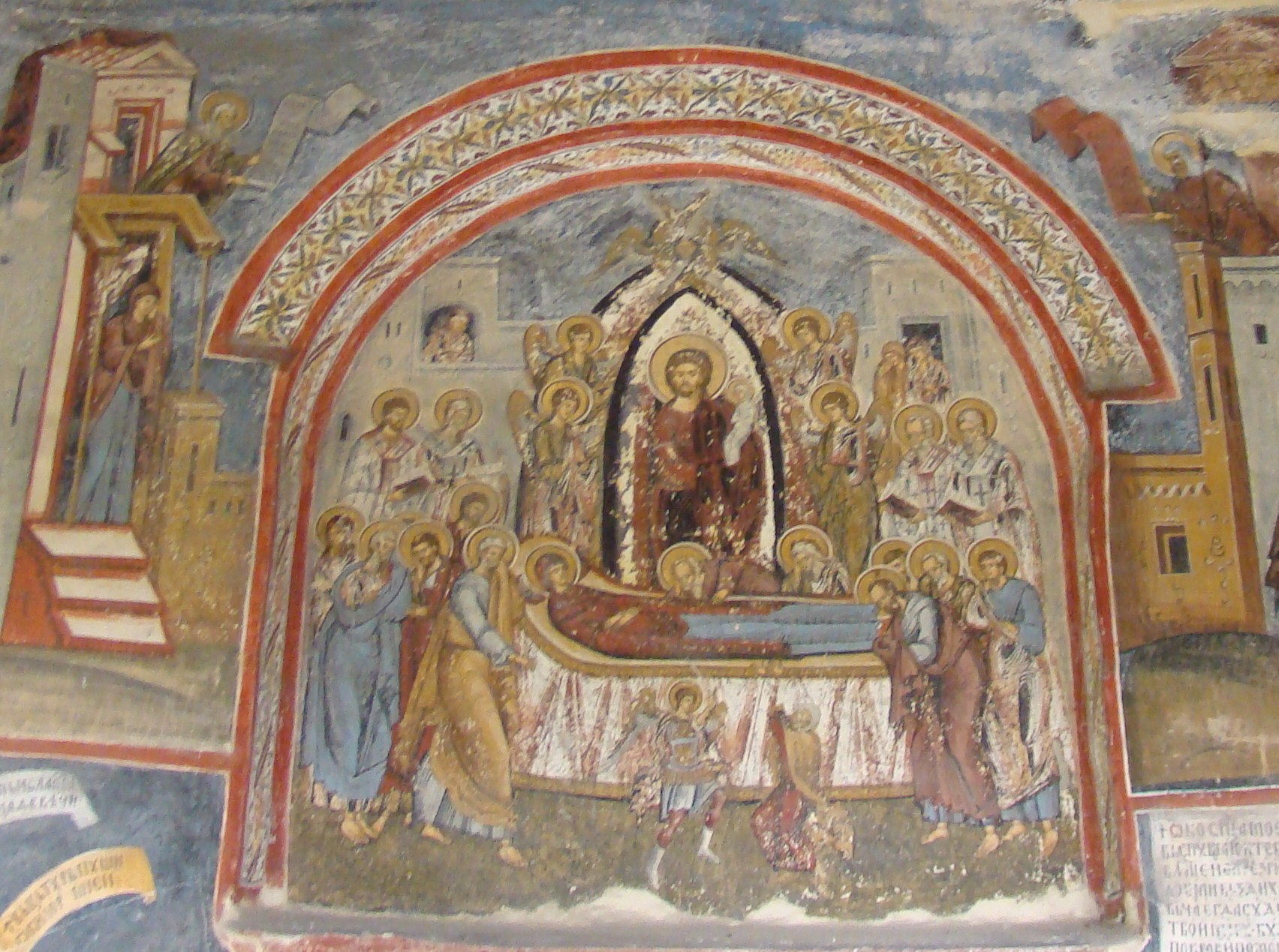
Pridvor: Adormirea Maicii Domnului

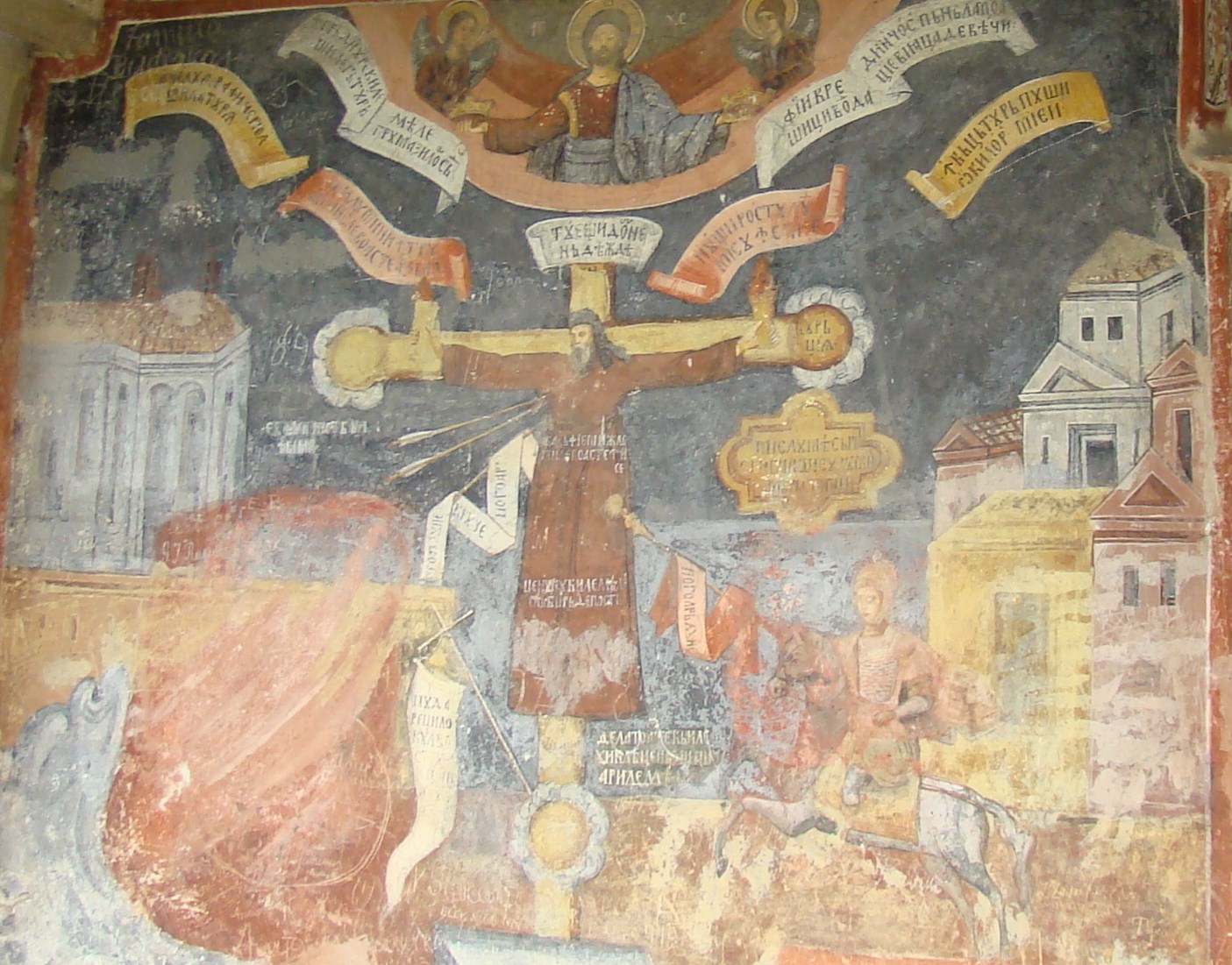
Pridvor: Viaţa adevăratului călugăr

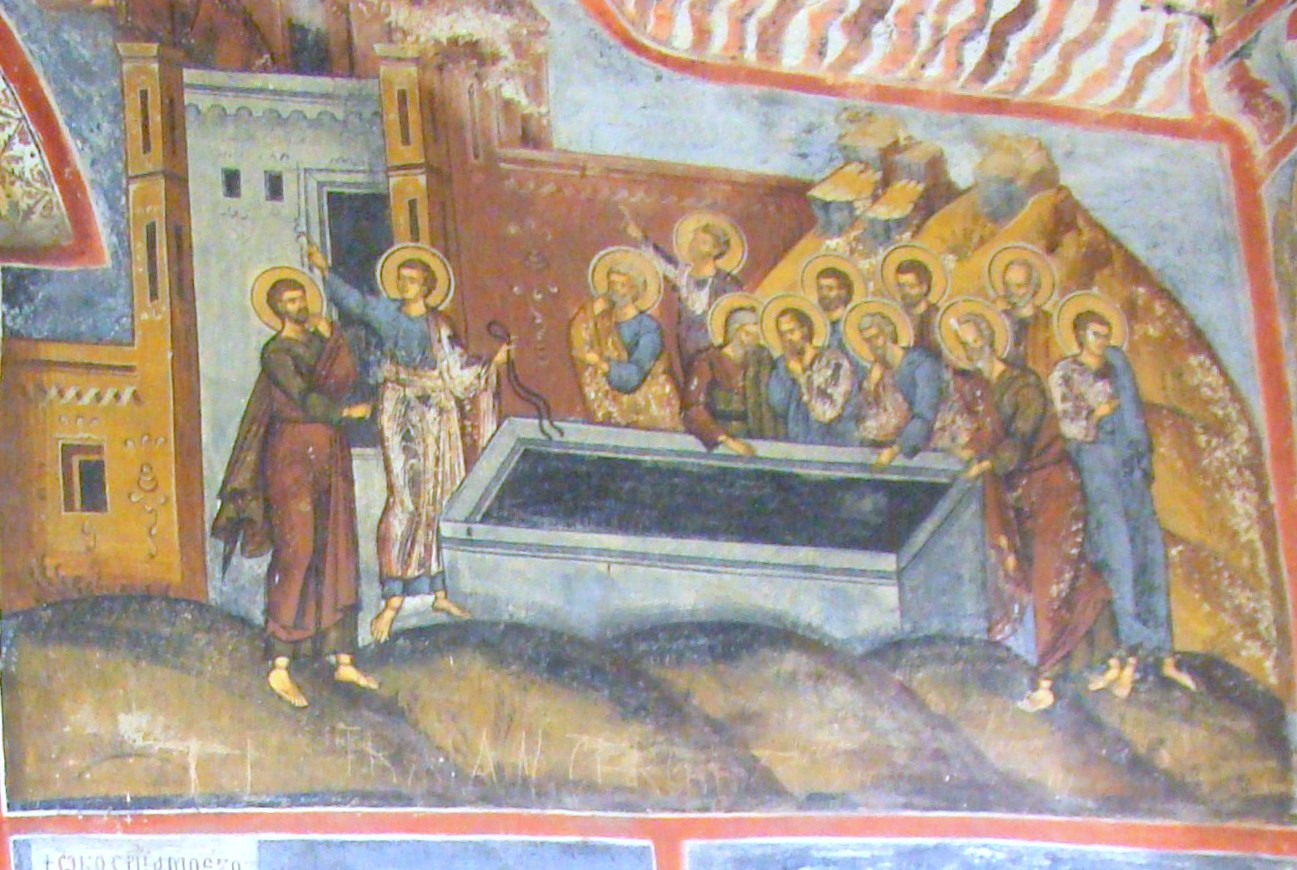
Pridvor: Apostolii la mormânt

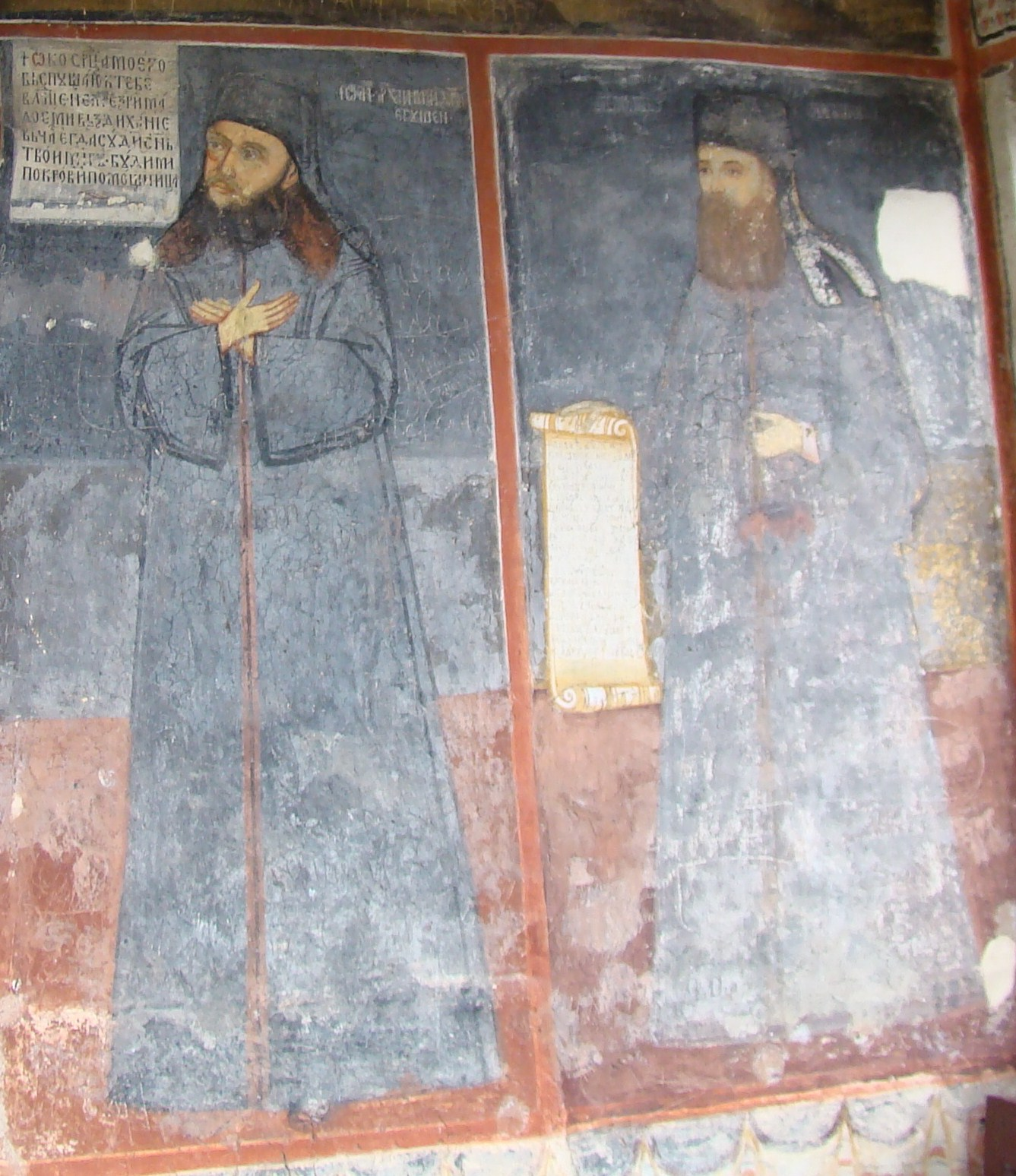
Pridvor: Arhimandritul Ioan și Egumenul Pahomie

Biserica bolniță a mănăstirii Hurezi, sat Romanii de Jos, județul Vâlcea a fost construită în (1699). Biserica are hramul „Adormirea Maicii Domnului” și se află pe noua listă a monumentelor istorice sub codul LMI  VL-II-a-A-09895.

## Istoric și trăsături
Bolnița este așezată, după cum era rânduială, în afara zidurilor înalte ale mănăstirii, pe latura de E. Ansamblul bolniței se compune dintr-un foișor, construit la sud-vest de incintă, din chiliile aflate azi în ruină și din biserica ce se ridica în centru. Alături se află cimitirul. Biserica bolniței a fost ctitorită de Doamna Maria, iar de supravegherea lucrărilor s-a îngrijit însuși starețul mănăstirii, Arhimandritul Ioan. Lucrările încep la 20 septembrie 1696 și se vor încheia abia în 1699 prin pictarea bisericii de către meșterii menționați în chenarul din naos, aflat deasupra ușii de intrare: Preda, Nicolae și Efrem.
Biserica bolniței este lipsită de pronaos, având altar, naos și pridvor. Altarul este semicircular în interior și pentagonal în exterior. Este boltit cu o concă. Pe cele două laturi de nord și de sud se află proscomidiarul, respectiv, diaconiconul.
Naosul este în formă de patrulater, având în colțuri pilaștri cu baza pătratăa pe care se sprijină cele patru arcuri dublouri care susțin prin intermediul pandantivilor turla largă, de propoții reduse. Pridvorul, de formă dreptunghiulară, se sprijină pe șase coloane din piatră, fără decor, cu baza octogonală. Sunt legați prin arcade semicirculare. Boltirea s-a făcut cu o calotă rezemată pe arcuri laterale, sprijinite pe console. Acestea sunt mai largi și se întind
până la pereții laterali ai pridvorului. În exterior, biserica este așezată pe un soclu larg profilat. Fațadele sunt împărțite de un brâu, simplu, rotund, în două registre compartimentate în panouri dreptungiulare în partea inferioară și în panouri terminate cu arcaturi fine întretăiate două câte două, în partea superioară. Cornișa este formată din cărămizi în formă de dinți de fierăstrău, iar ciubucul de sub streașină este asemănător cu cel de la biserica mare și de la paraclis.
Turla este așezată pe o bază largă, are zece laturi, cu număr egal de ferestrre, încadrate de arcuri cu zimți. Ferestrele au chenare de piatră asemănătoare cu cele
ale paraclisului Sf. Ștefan. În registrul superior, ferestrele sunt de dimensiuni
mai reduse și se termină în formă de arc. Ușa de intrare se deschide în două canate de lemn și are un ancadrament de piatră sculptată încheiat în acoladă.
Foișorul, de plan dreptunghiular, are douăsprezece coloane rotunde, canelate, cu capiteluri de acant. Arcele sunt în acoladă, iar tavanul este făcut din scândură. Sub acest foișor se află o pivniță, care, un timp, a funcționat ca osuar.

## Pictura
Prin programul său iconografic, bolnița se integrează perfect în întregul ansamblu al
mănăstirii gândit în sens teologic și spiritual de Arhimandritul Ioan și în sens aulic de Constantin Brâncoveanu. Schema iconografică vădește trăsăturile unei arte care se adresează în primul rând mediului călugăresc, temele alese fiind menite să fie un exemplu pentru întreaga obște călugărească. Ideile conducătoare ale acestuia gravitează în jurul ideii de întrupare și înviere.
Altarul este consacrat, conform tradiției, întrupării prin tema Platyterei și întărită în
semnificații prin prezența celor doisprezece profeți care au vestit-o, Iacov, Moise, Aaron, Ghedeon, David, Solomon, Isaia, Ieremia, Iezechil, Daniil, Avacuum, Zaharia. Decorul vegetal în care sunt inserate medalioanele celor doisprezece profeți este o constantă a ansamblului de la Hurezi, fiind prezent și în trapeza mănăstirii.
Iconografia naosului este alcatuită conform aceluiași principiu, fiind inspirată din aceeași idee. Două din scenele figurate în timpane trimit la intrupare: Nașterea Fecioarei și Nasterea Mântuitorului. Amplasarea Cinei în registrul Patimilor e menită să sublinieze ideea de sacrificiu, condiție fundamentală a învierii.
De remarcat este absența ciclului vieții Sf. Ioan Botezătorul, prezent în programul iconografic al bisericilor bolnițelor de la Bistrița și Cozia. Acest ciclu a fost înlocuit cu scene din Patimi și din Minuni, iar scenele care trebuiau să trezească sentimentul de pocăință și să evoce modelele lumii monahale au fost ilustrate în pridvor, prin scena, neobișnuită în pictura muntenească, a Vieții adevăratului călugăr, având, probabil, aceeași semnificație cu ilustrarea în zona iadului din Judecata de Apoi a numeroși călugări care au păcătuit. Pentru că scena Judecății de Apoi fusese ilustrată în pridvorul bisericii mari, făcând inutilă o reluare
în pridvorul bisericii bolniței, s-a optat aici pentru o amplă ilustrare a hramului Adormirii Maicii Domnului și a unei teme noi în pictura românească Viața adevăratului călugăr, reprezentată în stânga intrării, pe același perete aflându-se, în dreapta ușii, portretul Arhimandritului Ioan alături de cel al egumenului Pahomie. Viața adevăratului călugăr cuprinde martiriul unui călugăr răstignit, deasupra căruia apare Iisus Hristos încadrat de doi îngeri. La baza crucii, în colțul din stânga, un balaur, Iadul cel atotmâncător, amenință cu flăcări, iar în dreapta un călăreț, Lumea cea deșartă, își îndreaptă sulița către călugăr. Reprezentarea este însoțită de multe inscripții. Episodul are ca pandant alte trei pictate în timpanele pereților: Adormirea Sfântului Efrem, Lapidarea Sfântului Ștefan și Corabia creștinătății.
Prima scena apare la Muntele Athos, în Mănăstirea Dochiariu, unde ocupă un perete întreg, într-o
formă iconografică complexă, alături de Apocalipsă, dar este frecventă mai ales în pictura cretană. Originile Lapidării Sfântului Ștefan trebuie căutate tot într-o mănăstire athonită, la Xenofont, unde apare la 1554 în naosul catholiconului. Corabia creștinătății, scenă alegorică, apare pentru prima data în pictura românească, fiind o invenție monastică în spiritul athonit și fiind apropiată în semnificații de scenele care ilustrează Apocalipsul din trapeza Mănăstirii Dochiariu, unde se află pictată alături de Adormirea Sfântului Efrem și, probabil, în același spirit cu alegoriile ilustrate în trapeza Mănăstirii Hurezi.
Tabloul votiv se desfășoară de o parte și de alta a intrării în naos, la stânga Doamna Maria susține macheta bisericii împreună cu Vodă Brâncoveanu fiind binecuvântați Iisus care apare într-un medalion. La dreapta, purtând sfinte cruci sunt pictați voievodul Antonie din Popești și Boierul Neagu, rudele apropiate ale Doamnei Maria, bunicul, respectiv tatăl.

## Imagini

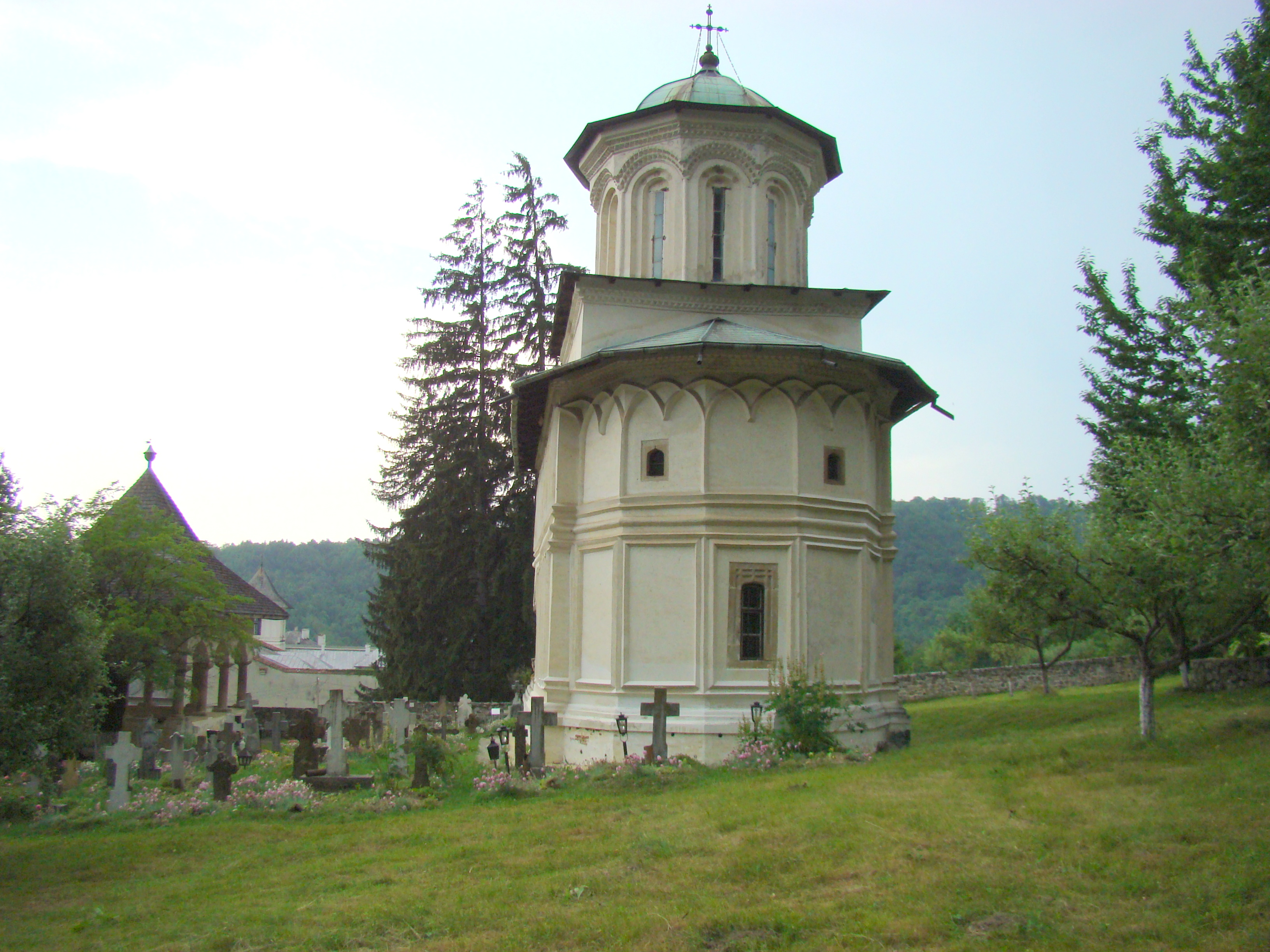
Biserica (est)
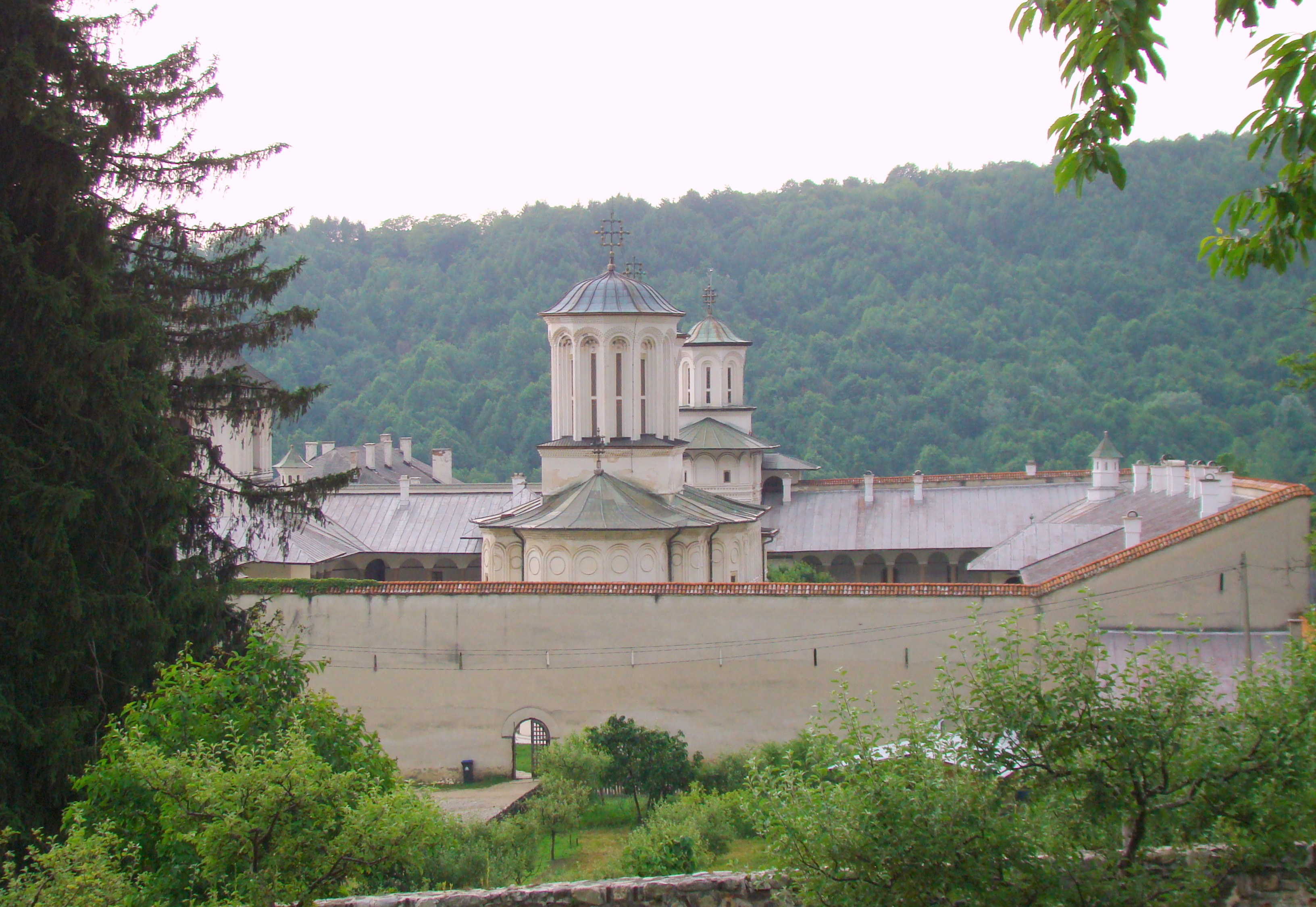
Biserica principală a mănăstirii „Sfinții împărați Constantin și Elena”
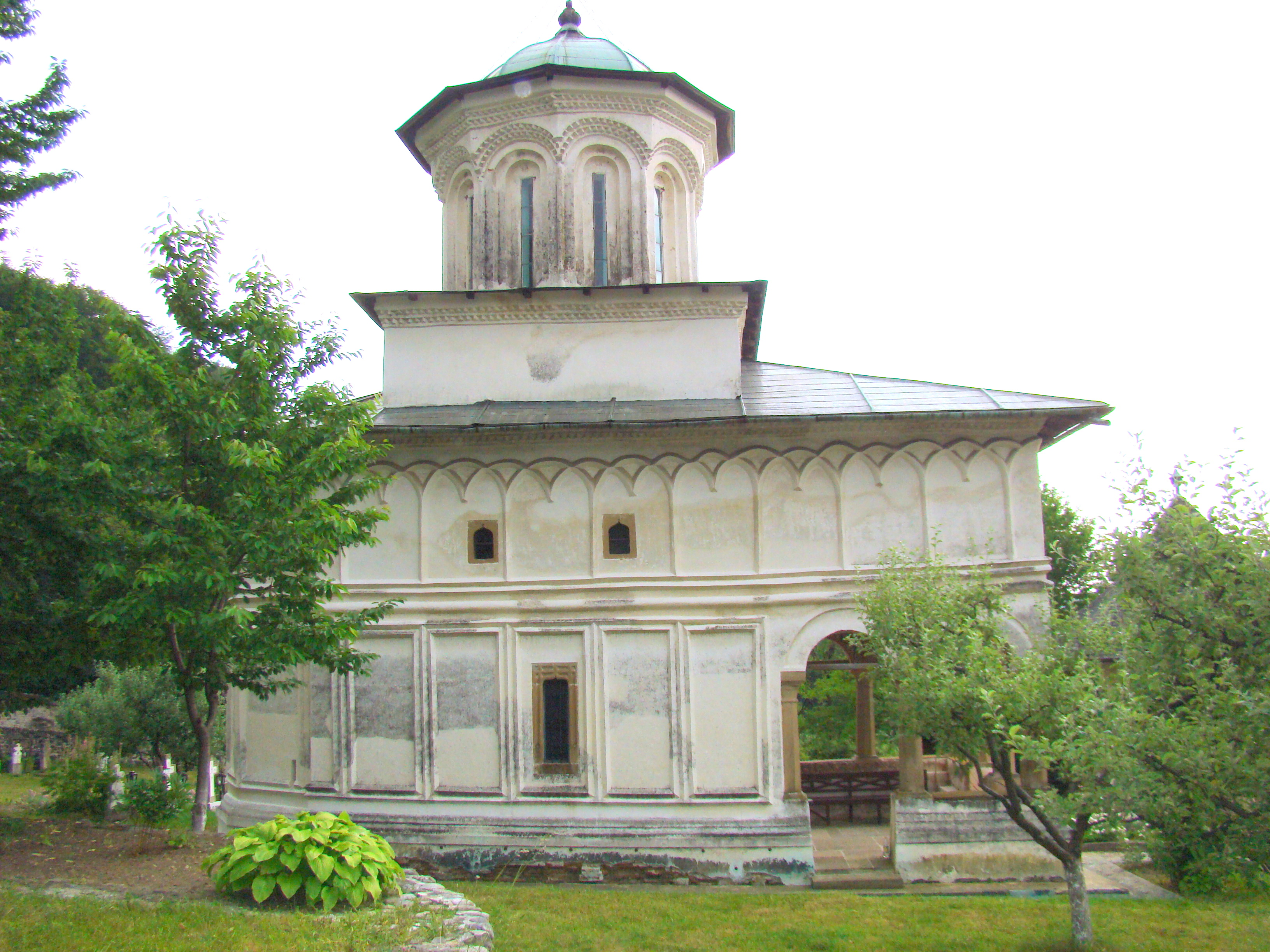
Biserica (nord)
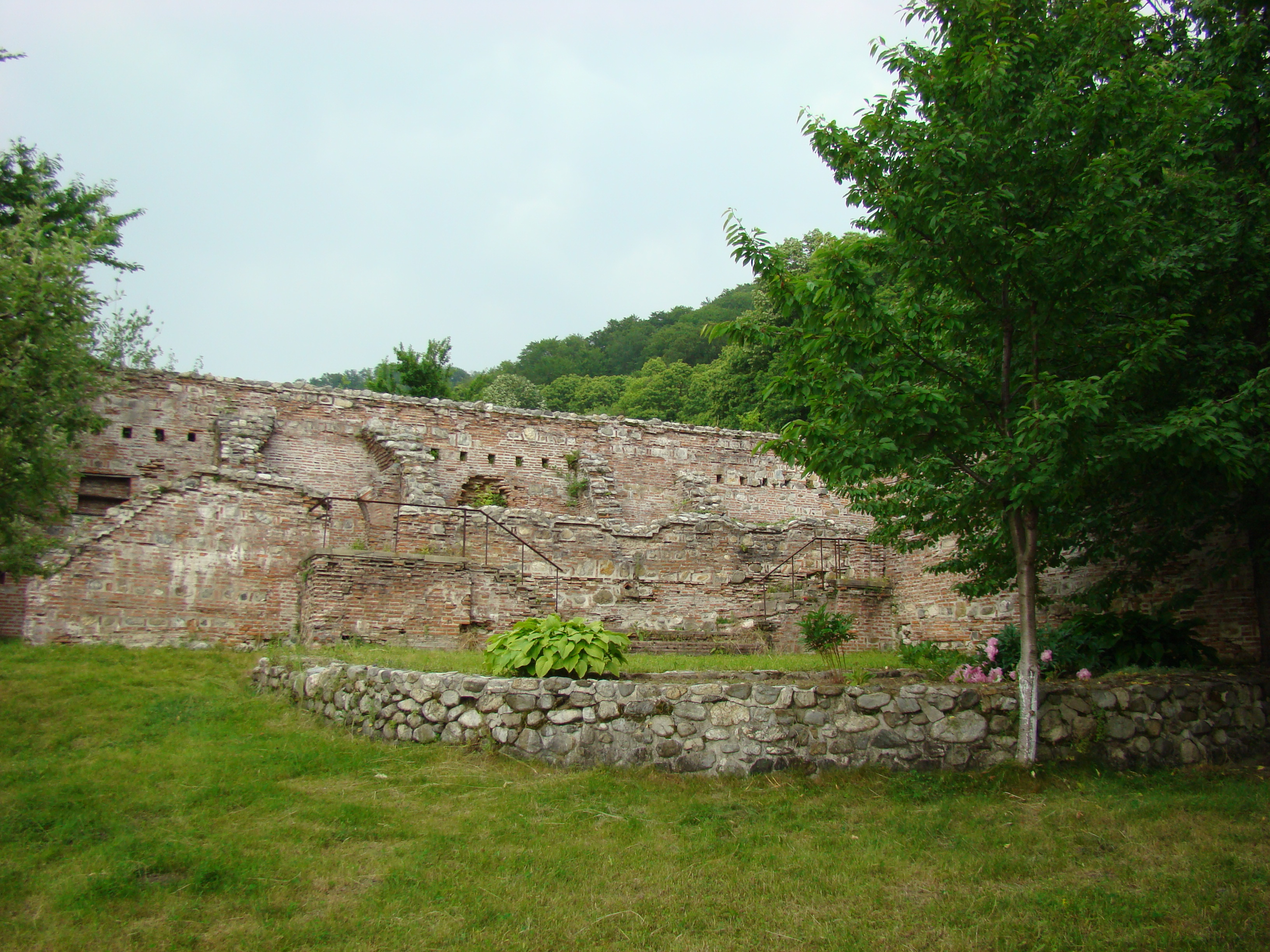
Ruinele bolniței
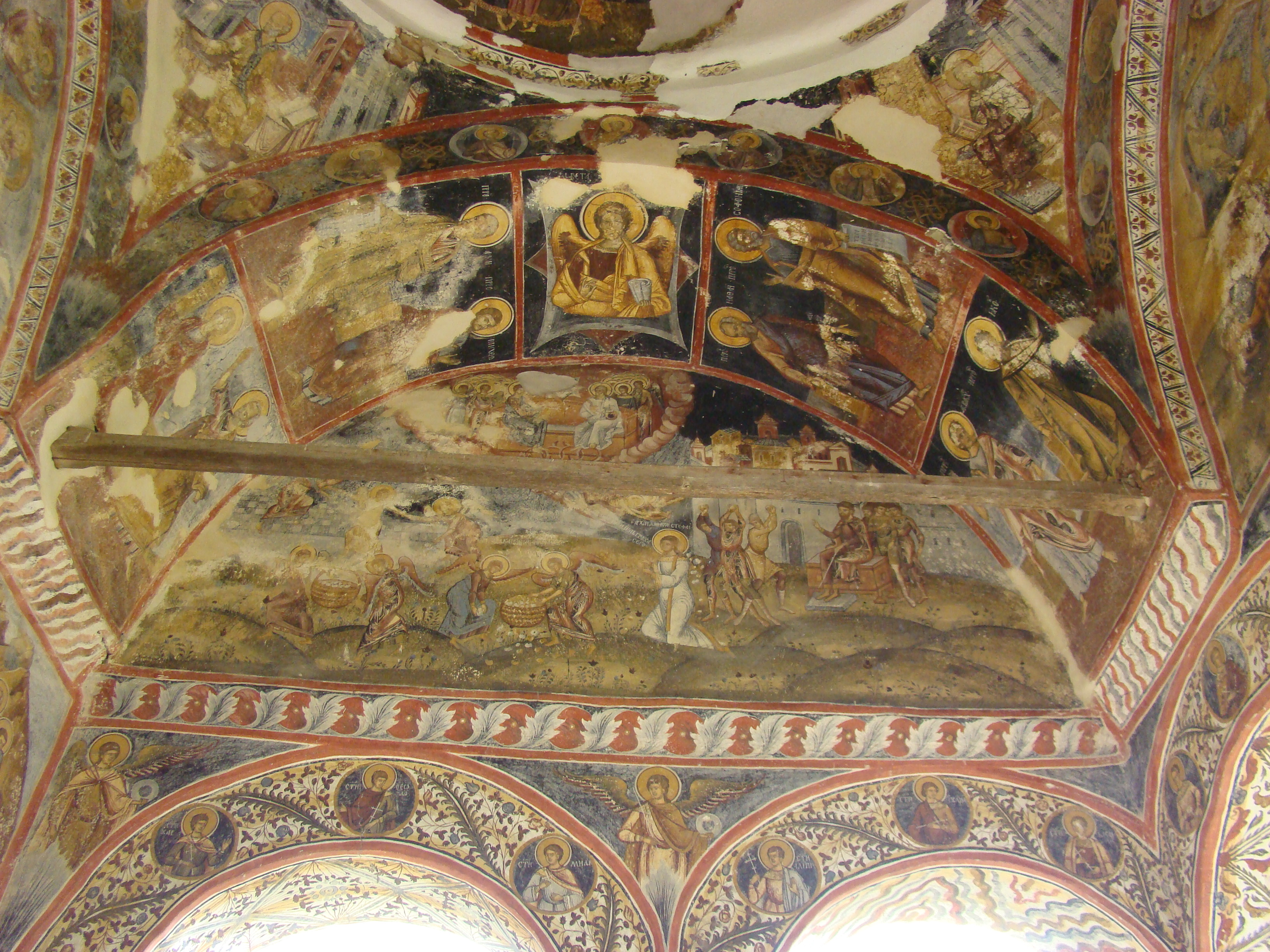
Pridvor: Lapidarea Sf. Ştefan
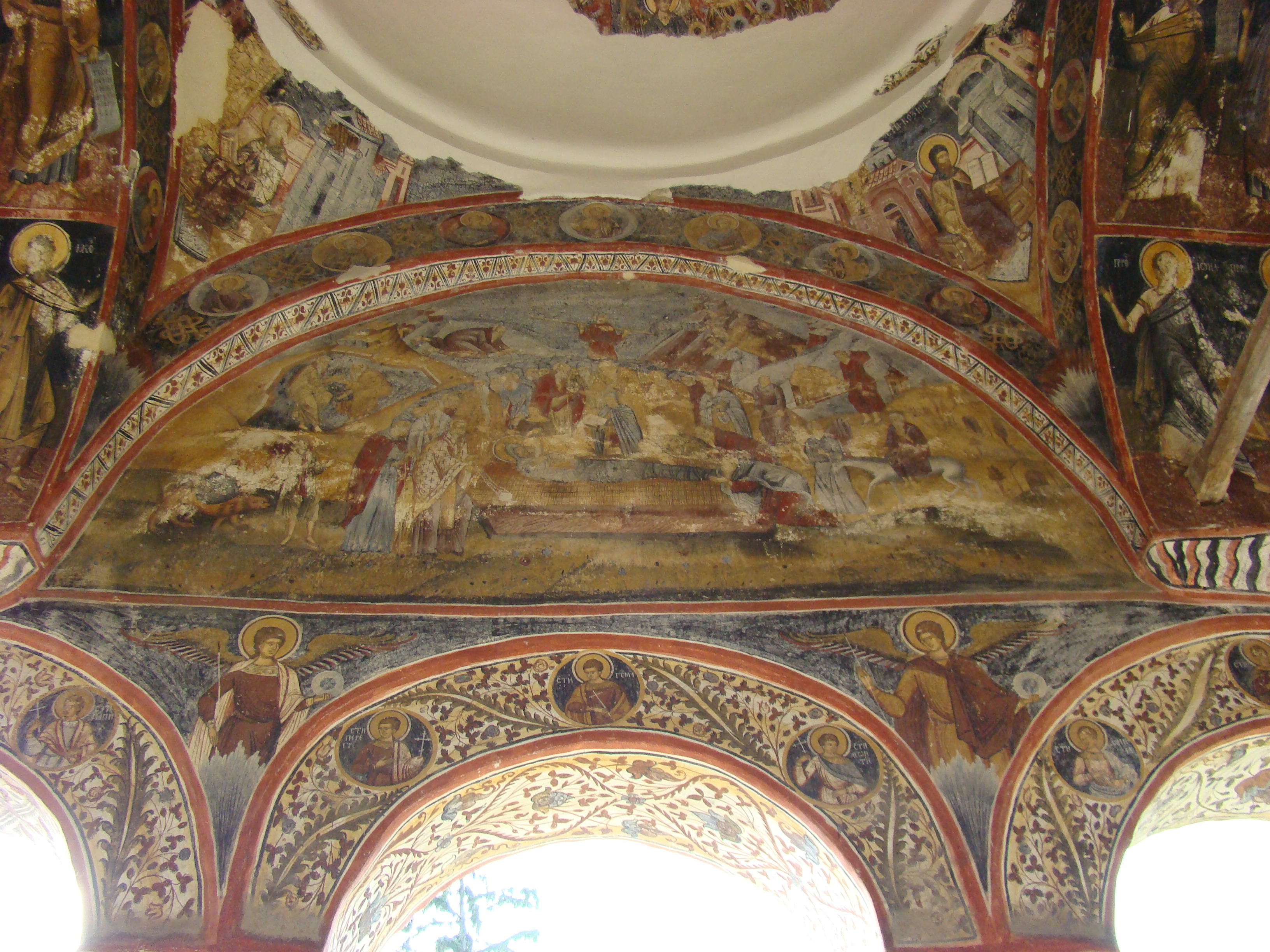
Pridvor: Moartea Sf. Efrem Sirul
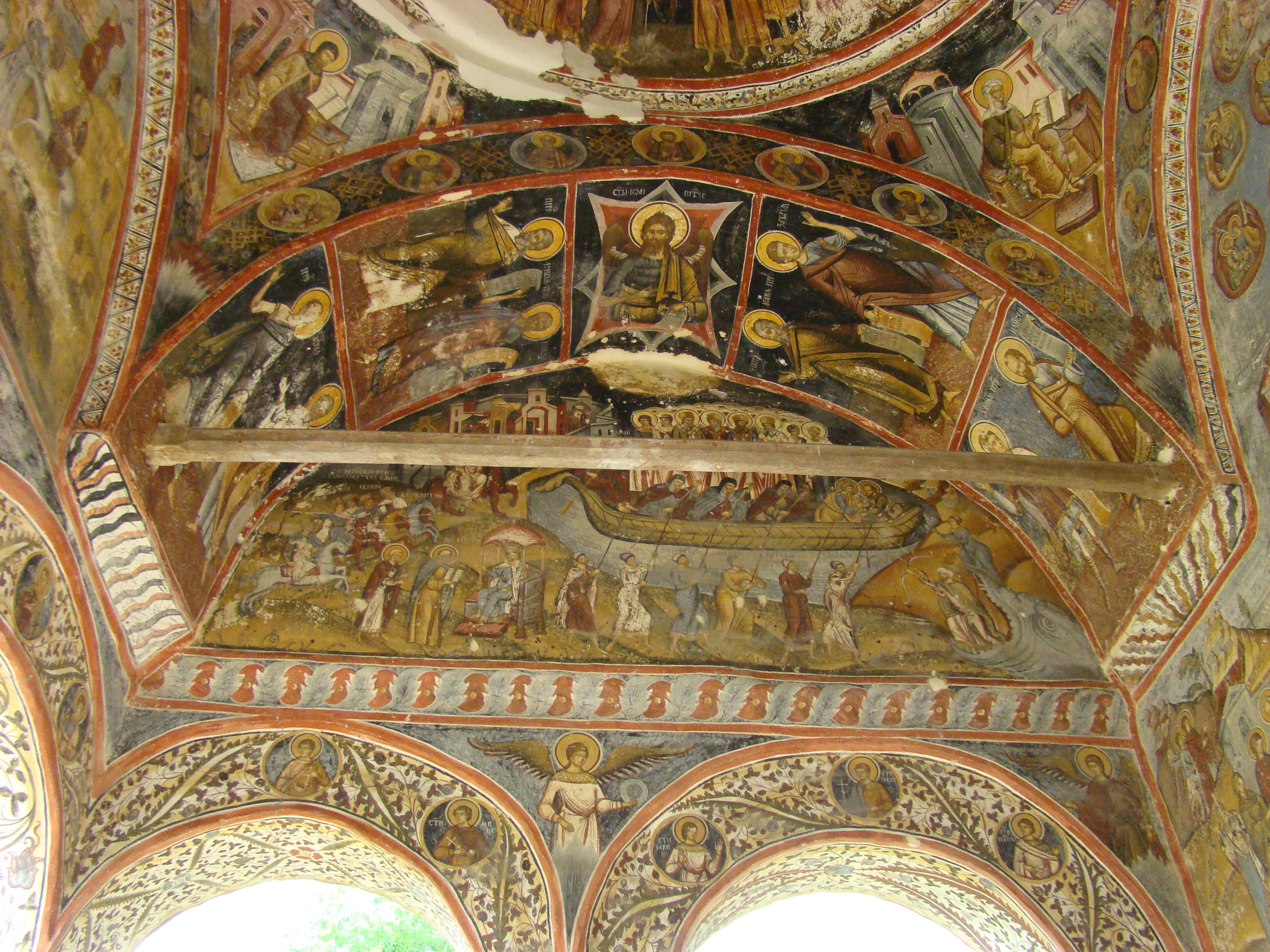
Pridvor: Corabia Creştinătăţii
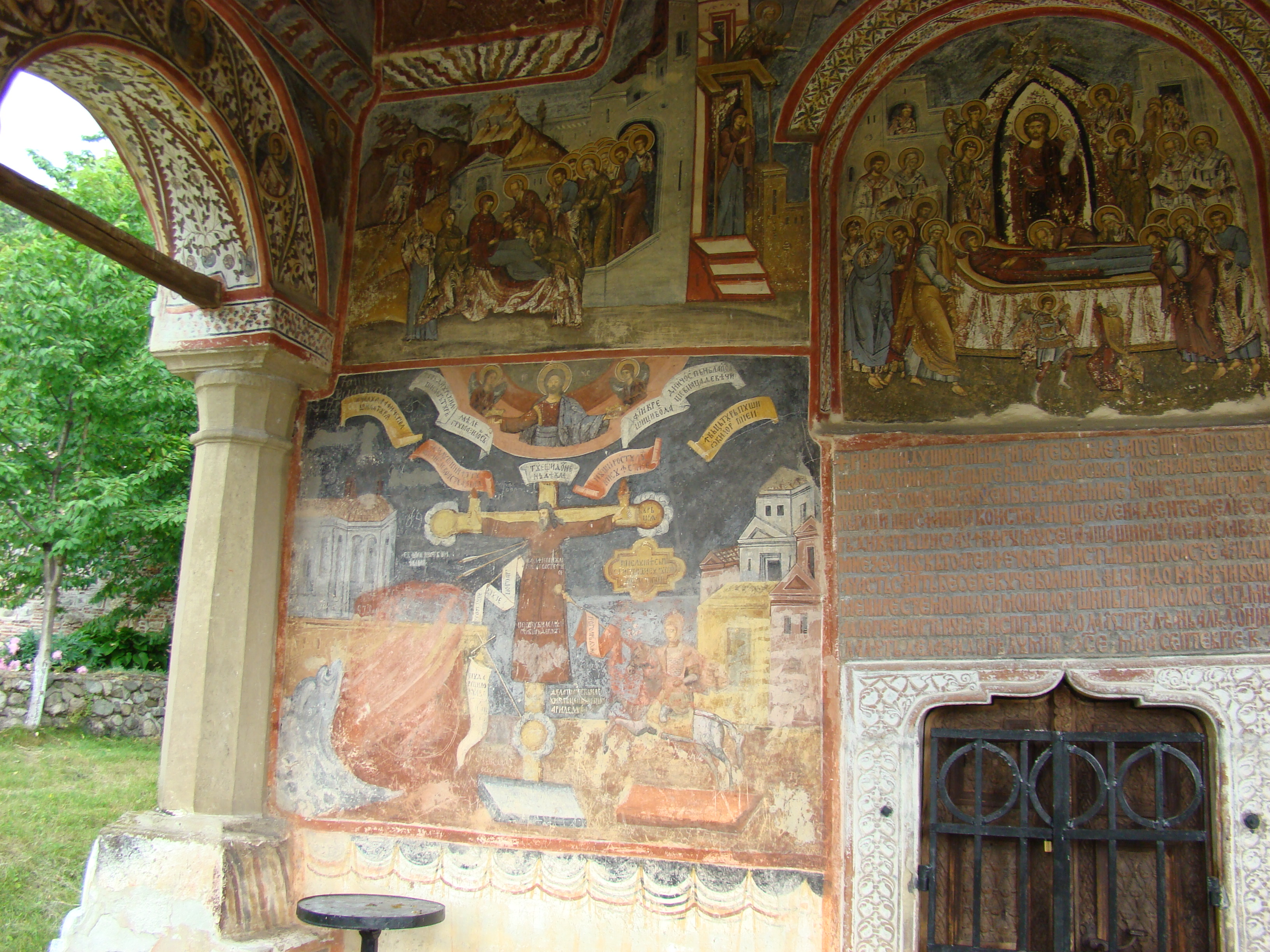
Pridvor: Viaţa adevăratului călugăr
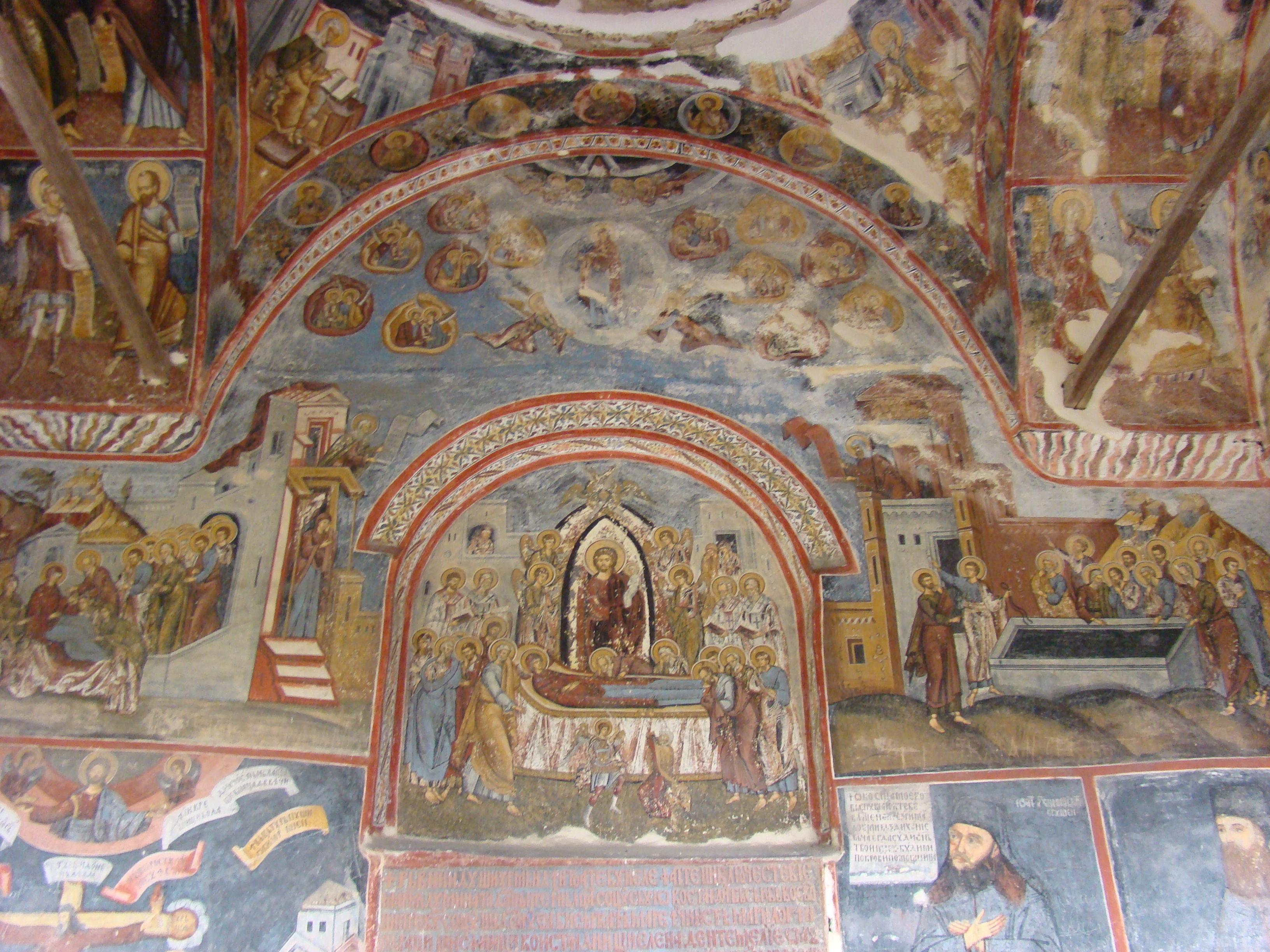
Pridvor: Adormirea Maicii Domnului
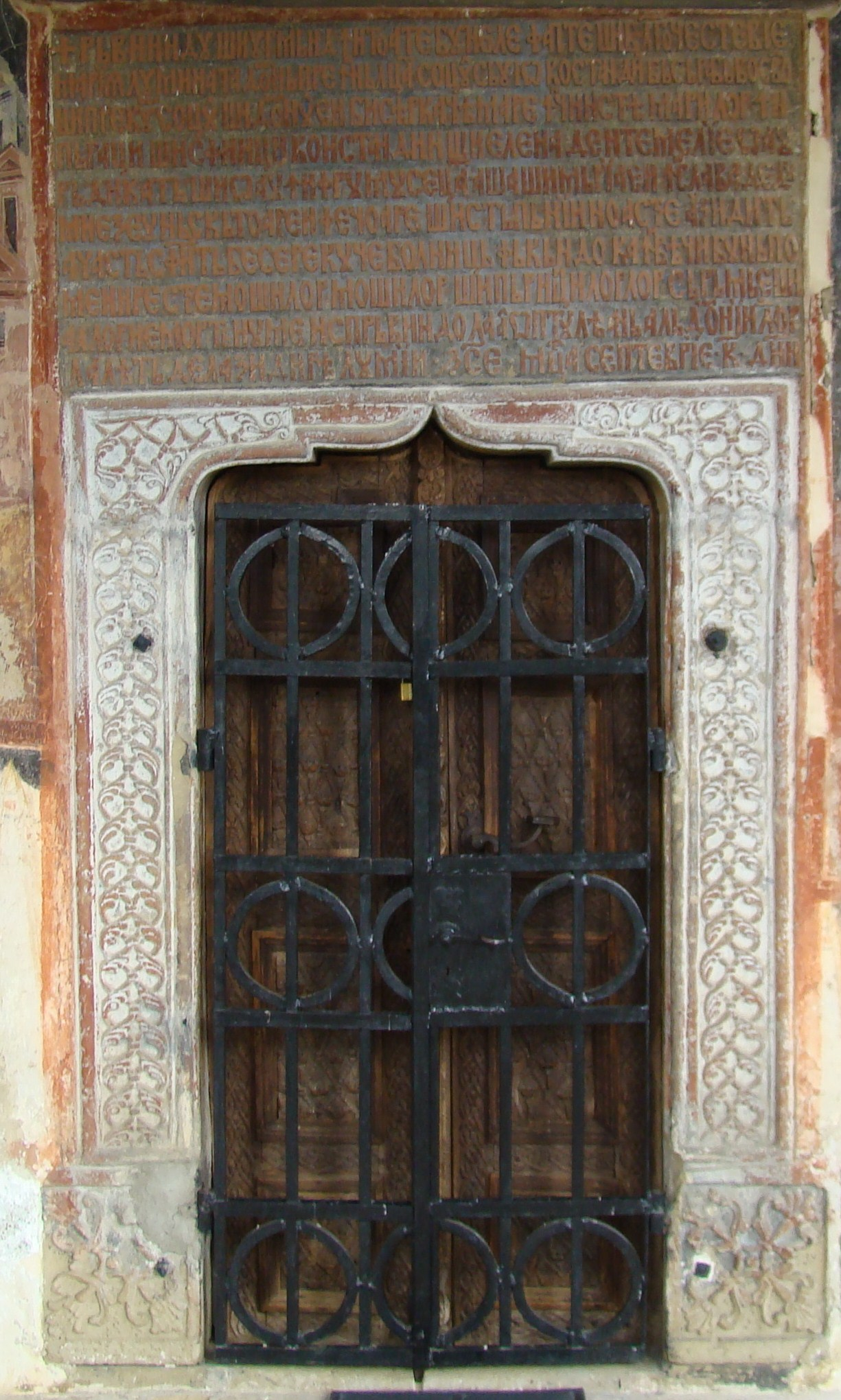
Pisanie